# 南溪村墓群
南溪村墓群位於四川省武勝縣，文物遺址年代判定為晉、南北朝。2012年7月16日公佈為第八批四川省文物保護單位。

## 簡介[2]
南溪村墓群分佈四川省武勝縣清平鎮南溪村1組、4組及重慶市合川區古樓鎮天子村4組，面積10000余平方公尺。現有封土堆9座，周長約為30-70公尺，存高2-6公尺，墳丘原為覆斗形，塚頂因雨水沖刷及村民耕作而略呈方形或圓形。其中M6墓封門磚被揭取，暴露雨道與墓室。其余封土堆保存基本完整，墓葬形制不詳。經考證，該墓群為兩晉南北朝時期較大型的貴族墓群，它的發現為研究當地兩晉南北朝時期的政治、經濟、文化提供了寶貴的實物資料，具有重要的考古價值和歷史價值。第三次全國文物普查新發現。